# Universidad Veracruzana
Universidad Veracruzana (em espanhol, Universidade de Veracruz) é uma universidade pública autônoma localizada no estado mexicano de Veracruz. Fundada em 1944, a universidade é uma das mais importantes da região sudeste do México. Sua organização acadêmica é uma estrutura baseada em áreas acadêmicas, escolas, programas de educação e institutos de pesquisa.
Na região de Xalapa, a universidade possui 32 escolas, 22 institutos e centros de pesquisa, um Centro de Indução Musical Infantil, um Centro de Idiomas, um Departamento de Línguas Estrangeiras, dois Centros de Aprendizado de Idiomas de Acesso Livre, duas Oficinas de Artes, uma Escola de Estudantes Estrangeiros, um laboratório de tecnologia avançada, uma unidade de serviços de suporte à resolução analítica, um hospital escolar e uma unidade de serviços e informações de bibliotecas (USBI). Em Veracruz: 13 escolas, quatro institutos e centros de pesquisa, um Centro de Indução Musical Infantil, um Centro de Idiomas, dois Centros de Aprendizado de Idiomas de Acesso Livre, uma Oficina de Arte e um USBI. Em Orizaba-Córdoba: 8 escolas, dois centros de idiomas, dois centros de aprendizado de idiomas de acesso próprio e um laboratório de tecnologia avançada. Em Poza Rica: 13 escolas, um Centro de Idiomas, um Centro de Aprendizado de Idiomas de Acesso Livre e duas Oficinas de Arte. E em Coatzacoalcos-Minatitlán, 8 escolas, um centro de idiomas, dois centros de aprendizado de auto-acesso e duas USBIs. Além disso, está associado ao North American Mobility Project, um programa acadêmico transnacional que o vincula à Georgia Southern University, nos Estados Unidos, e à Wilfrid Laurier University, no Canadá.

## História
A Universidade de Veracruz foi formalmente estabelecida em 11 de setembro de 1944. Sua fundação foi o resultado da consolidação das faculdades de ensino superior da região.
Nos mais de 70 anos de existência, a Universidad Veracruzana expandiu seus serviços para todas as áreas do estado de Veracruz. Presente em cinco das regiões econômicas mais importantes do estado, com escolas em 14 cidades: Xalapa, Veracruz, Boca del Río, Orizaba, Córdoba, Rio Blanco, Amatlán, Nogales, Camerino Z. Mendoza, Poza Rica, Tuxpan, Minatitlán, Coatzacoalcos e Acayucan.

## Ligação externa
- Página inicial da Universidad Veracruzana (em castelhano)